# Valiato de Beirut
El valiato de Beirut fue una división administrativa de primer nivel (valiato) del Imperio otomano. Se estableció en las zonas costeras del valiato de Siria en 1888 como un reconocimiento de la importancia de su entonces floreciente capital, Beirut, que había experimentado un notable crecimiento en los años anteriores, ya que, en 1907, por Beirut se manejaba el 11% del comercio internacional del Imperio otomano. Se extendía desde el norte de Jaffa hasta la ciudad portuaria de Latakia. Limitaba con el valiato de Siria al este, el valiato de Alepo al norte, el mutasarrifato autónomo de Jerusalén al sur y el mar Mediterráneo al oeste.
A principios del siglo XX, según los informes, tenía un área de 30 490 km², mientras que los resultados preliminares del primer censo otomano de 1885 (publicado en 1908) dieron una población de 533 500 habitantes. Fue la cuarta región más densamente poblada de las 36 provincias del Imperio otomano.

## Divisiones administrativas
Sanjacados del valiato:
- Sanjacado de Latakia
- Sanjacado de Trípoli
- Sanjacado de Beirut
- Sanjacado de Acre (Akka)
- Sanjacado de Nablus

|                          |
| Mapa del Levante otomano |

|                                                                   |
| Mapa de las divisiones administrativas de la Asia otomana de 1983 |